# Quimiorrepulsión
La quimiorrepulsión es el movimiento direccional de una célula para alejarse de una sustancia. De las dos variedades direccionales de la quimiotaxis, la quimioatracción se ha estudiado en mucha mayor medida. Sólo recientemente se han dilucidado los componentes clave de la vía quimiorrepulsiva. Todavía se está investigando el mecanismo exacto y sus componentes se están estudiando como posibles candidatos para inmunoterapias.

## Historia y etimología

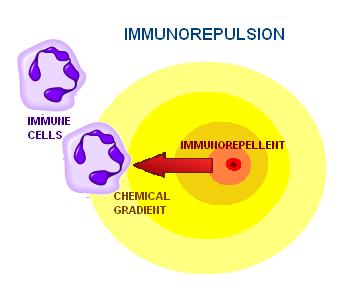
Los neutrófilos son repelidos por un agente quimiocinético

El mecanismo de la quimiorrepulsión de las células inmunitarias fue reconocido por primera vez por investigadores médicos del Hospital General de Massachusetts en Boston a principios de 2002. El fenómeno se denominó originalmente " quimiotaxis inversa" y más tarde "fugetaxis" (derivado de las palabras latinas fugere, huir de; y taxis, movimiento). Durante un tiempo, las palabras se usaron indistintamente antes de ser reemplazadas casi exclusivamente por "quimiorrepulsión". Si bien la "quimiorrepulsión" se aplica a todos los tipos de células, el término "inmunorepulsión" está cobrando impulso como un término más específico que solo se aplica a los tipos de células sanguíneas hematopoyéticas que participan en las respuestas inmunitarias. Los diferentes tipos de células a los que se podría aplicar potencialmente el término "inmunorrepulsión" incluyen: células de linaje mieloide (monocitos, macrófagos, neutrófilos, basófilos, eosinófilos, eritrocitos, plaquetas, células dendríticas ) y células de linaje linfoide (linfocito T, Linfocito B, Célula NK).

## Papel en los procesos fisiológicos
La quimiorrepulsión de las células inmunitarias se postuló a priori basándose en el comportamiento migratorio establecido de las células evidenciado en varios procesos fisiológicos naturales: el desarrollo del Sistema nervioso central el establecimiento de sitios inmunoprivilegiados y la emigración tímica.

### Desarrollo del sistema nervioso central
Durante el desarrollo del Sistema Nervioso Central, los agentes quimiocinéticos influyen en la localización de las células neuronales atrayendo o repeliendo el axón en crecimiento.
Este mecanismo de bidireccionalidad dependiente del contexto constituye un valioso modelo de quimiorrepulsión que puede estudiarse in vivo. Además, cada vez hay más pruebas de que la quimiorrepulsión es probablemente un mecanismo clave implicado en la regulación de la motilidad de los leucocitos. Muchos de los quimiorrepelentes que afectan a la migración de las células neuronales, como las netrinas, las semaforinas, los ligandos de hendidura y las efrinas, han sido implicados recientemente en la motilidad de las células inmunitarias. Por ejemplo, también se ha demostrado que la proteína Slit, que media la quimiorrepulsión axonal, inhibe la migración dirigida de leucocitos en respuesta a quimioatrayentes. Otros factores también podrían ejercer efectos quimiorrepulsivos sobre las células inmunitarias, y estos efectos inhibidores podrían estar regulados por el microentorno tisular.

### Sitios inmunes privilegiados
Ciertos tejidos corporales son capaces de tolerar antígenos sin que se produzca una respuesta inmunitaria inflamatoria. Se cree que el privilegio inmunitario es una adaptación evolutiva para proteger los órganos sensoriales y las estructuras reproductivas más vitales que, de otro modo, se verían gravemente perjudicados durante una respuesta inflamatoria. Aunque estos lugares suelen estar físicamente aislados o segregados del acceso de las células inmunitarias, existen algunas características funcionalmente significativas de dichos entornos que son únicas y que podrían reproducirse para mantener a las células inmunitarias alejadas de las zonas objetivo. Entre los lugares inmunológicamente privilegiados conocidos se encuentran:
1. Cerebro y sistema nervioso central
2. Ojos
3. Placenta y feto
4. Testículos

Las características que son particulares de los sitios inmunes privilegiados deben considerarse seriamente cuando se investigan candidatos para la terapia de inmunorrepulsión. Estas características incluyen:
1. Baja expresión de moléculas clásicas Complejo mayor de histocompatibilidad (MHC) Clase IA.
2. Expresión de moléculas inmunorreguladoras MHC Clase IB no clásicas.
3. Aumento de la expresión de moléculas de superficie que inhiben la activación del complemento.
4. Producción local de citocinas inmunosupresoras, como TGF-β
5. Presencia de neuropéptidos.
6. Expresión del ligando Fas que controla la entrada de células linfoides que expresan Fas.

### Emigración tímica
Las células T son uno de los componentes más críticos del sistema inmunitario adaptativo debido a su capacidad para continuar desarrollándose después de la activación. Para prevenir la instigación prematura, es necesario que las células T maduren en un ambiente completamente aislado de cualquier factor potencialmente activador (antígenos, citocinas, esteroides, antagonistas de los receptores, moléculas de adhesión, etc.). Como resultado, las células T se forman en la médula ósea y posteriormente migran a la corteza del timo donde pueden madurar en un ambiente libre de antígenos. El timo apoya la diferenciación de múltiples subconjuntos distintos de células T que desempeñan funciones únicas en el sistema inmunitario. Por ejemplo, las células T auxiliares, T citotóxicas, T de memoria y T supresoras se desarrollan en el timo y deben abandonarlo para realizar sus funciones en otras partes del cuerpo durante una respuesta inmunitaria. Modelos in vitro del sistema de linfopoyesis T han revelado que la emigración de células T maduras se produce como resultado de la inmunorepulsión de un agente quimiocinético generado dentro del órgano tímico a través de un receptor acoplado a proteínas G

## Papel en los procesos patológicos

### Evasión inmunitaria vírica y bacteriana
Los patógenos han desarrollado varias estrategias de evasión para frustrar la movilización de células inmunes del huésped, algunas de las cuales son relevantes para la inmunorepulsión. Por ejemplo, algunos microbios buscan activamente e infectan tejidos inmunoprivilegiados donde la respuesta inmunológica no está activa. Otros producen proteínas inmunomoduladoras que interfieren con la respuesta normal del sistema inmunitario del huésped. Estas proteínas funcionan modulando elementos del huésped:
1. Sistema del complemento y respuesta inflamatoria[15]
2. Red de citoquinas[16]
3. Vía de procesamiento y presentación de antígenos[17]

Históricamente, los sitios activos de las proteínas inmunomoduladoras han sugerido objetivos relevantes para las inmunoterapias convencionales. En el paradigma actual, estos objetivos también albergan potencial para terapias de inmunorrepulsión innovadoras.

### Evasión inmune al cáncer
Las células cancerosas aprovechan la quimiorrepulsión de las células inmunitarias para eludir su reconocimiento y destrucción. Sin una respuesta inmunitaria específica, las células cancerosas pueden proliferar e incluso metastatizar. Se han realizado estudios para investigar qué quimiocinas segregan los tumores que les permiten eludir la respuesta con tanta diligencia. Un estudio demostró que la elevada expresión de SDF-1 era responsable de la regulación a la baja de las moléculas MHC de clase I, lo que interfiere significativamente en el reconocimiento del antígeno tumoral. Otras investigaciones sobre la elevada actividad del SDF-1 indican que los tumores acaban estableciendo un lugar inmune privilegiado mediante la repulsión de los linfocitos específicos del tumor.
Las quimiocinas cancerosas potencialmente clínicamente relevantes incluyen:
1. IL-8: se ha encontrado que muchos cánceres producen y expresan IL-8. La unión de IL-8 a los receptores CXCR1 y CXCR2 se ha asociado con el establecimiento del tumor.[23]
2. SDF-1: otros tipos de cáncer expresan altos niveles de SDF-1, que estimula el crecimiento tumoral e interrumpe el tráfico normal de células inmunitarias.[24]

## Relevancia farmacológica

### Inflamación

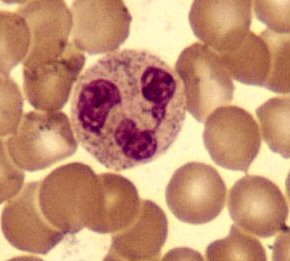
Los neutrófilos son constituyentes críticos del sistema inmunitario innato

La inflamación es una de las primeras respuestas del sistema inmunitario a una infección o irritación. La respuesta es estimulada por factores químicos liberados por las células lesionadas. Estos factores químicos inducen todos los síntomas inflamatorios asociados al sensibilizar los receptores del dolor, provocando la vasodilatación de los vasos sanguíneos en el lugar y atrayendo fagocitos.
Los neutrófilos son los primeros en aparecer, activando otras partes del sistema inmunitario al liberar factores para convocar a otros leucocitos y linfocitos. Otros leucocitos innatos incluyen células asesinas naturales, mastocitos, eosinófilos, basófilos, macrófagos y células dendríticas. Estas células funcionan en conjunto identificando y eliminando patógenos que podrían causar infección.
Como primeros respondedores, las células inmunitarias innatas no pueden permitirse ser específicas y deben responder a las sustancias extrañas de forma genérica. Los neutrófilos, por ejemplo, contienen sustancias tóxicas en sus gránulos que matan o impiden la expansión de los patógenos. Las células atacan a los patógenos liberando fuertes agentes oxidantes, como peróxido de hidrógeno, radicales libres de oxígeno e hipoclorito. Aunque el ataque es eficaz contra bacterias y hongos, la respuesta puede infligir inadvertidamente graves daños al tejido circundante del huésped. La desregulación de las células inmunitarias innatas desempeña un papel clave en la promulgación de estados inflamatorios.
La quimiorrepulsión se está explorando actualmente como una terapia practicable para la prevención o resolución de respuestas inflamatorias no deseadas. Un quimiorrepelente funciona mediante la transmisión de señales químicas a las células inmunitarias que les indican que abandonen o se mantengan alejadas de un área o tejido objetivo para restaurar el tejido a un estado normal.

### Rechazos de injertos
El objetivo de usar la terapia de quimiorrepulsión en la medicina de trasplantes es lograr una falta de respuesta sostenible y específica del sitio para la prevención del rechazo del injerto. Las terapias actuales logran el control del rechazo mediante la supresión indiscriminada de la respuesta inmune. En este enfoque, cualquier beneficio logrado por la inmunosupresión se supera aumentando el riesgo del paciente de infecciones oportunistas mortales. Si es posible, la expresión constitutiva de quimiorrepelentes por parte del tejido del donante crearía un sitio inmunoprivilegiado inducible para el aloinjerto y sería un tratamiento alternativo eficaz para la prevención del rechazo del injerto.

## Mecanismo

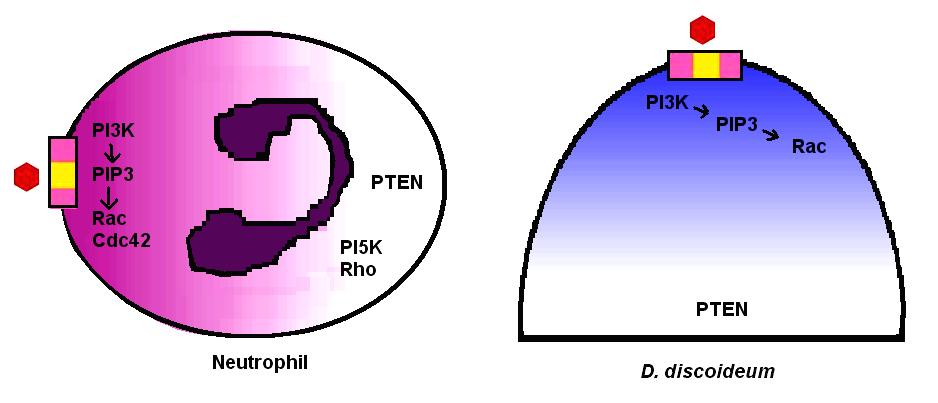
A lo largo del gradiente de PIP3, la vía de señalización está muy conservada entre D. discoideum y los neutrófilos humanos.

La quimiorrepulsión es posible gracias a la misma capacidad de detección de gradiente que rige la quimiotaxis. La señal de gradiente del agente quimiocinético se recibe a través de receptores específicos de la superficie celular y se transduce a través de la maquinaria intracelular para generar la respuesta direccional. La célula asciende por un gradiente de un quimioatrayente o desciende por un gradiente de un quimiorrepelente. Además de los conos de crecimiento axónico, el organismo modelo Dictyostelium discoideum ha sido fundamental para determinar los mecanismos que median la quimiorrepulsión y la inmunorrepulsión. Los mecanismos de detección de gradiente y polarización celular en D. discoideum se conservan notablemente en los neutrófilos humanos.

### Decisiones bidireccionales

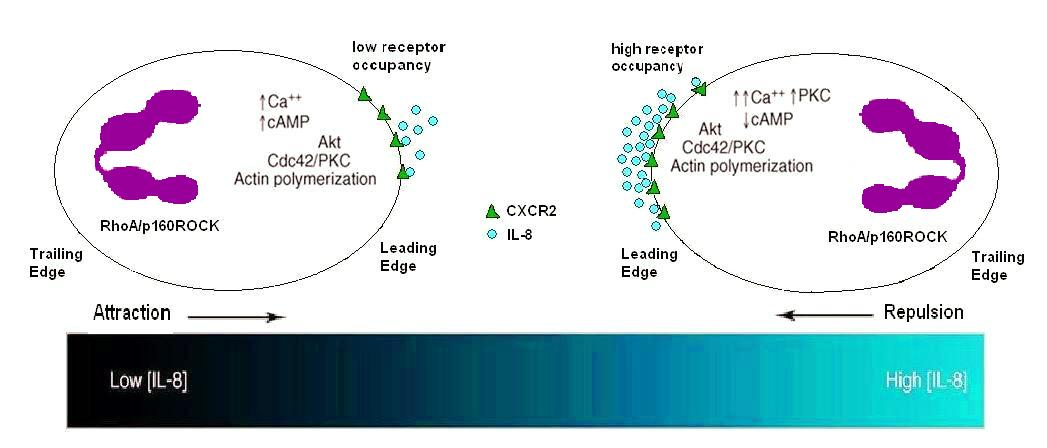
Mecanismo de toma de decisiones direccional en un neutrófilo humano

Los leucocitos pueden mostrar una quimiorrepulsión activa lejos de un factor que normalmente se considera que estimula la quimioatracción dependiendo del contexto. Por ejemplo, los linfocitos pueden migrar lejos de una concentración elevada de la quimiocina SDF-1 en lugar de ser atraídos por concentraciones más bajas del mismo factor. En el caso de los neutrófilos humanos, se han observado resultados similares en relación con la quimiocina IL-8.
La decisión direccional de acercarse o alejarse de una quimiocina parece estar determinada por:
- La ocupación diferencial del receptor
- Activación de cinasas intracelulares
- Concentraciones de nucleótidos cíclicos

### Vías de señalización
Tanto en D. discoideum como en los neutrófilos humanos, se produce una inversión de la polaridad al pasar de una respuesta de quimioatracción a una de quimiorrepulsión. Se han observado modelos de quimiotaxis demostrados utilizando análogos del AMPc Durante la quimioatracción mediada por cAMP, el cAMP quimioatrayente activa el PI3K en el borde de ataque junto con la activación localizada de las pequeñas GTPasas Rac y Cdc42. Esto, a su vez, activa la PLC, lo que conduce a la generación de IP-3, lo que da como resultado una pérdida de PtdIns(4,5)P2 en el borde de ataque. El quimiorrepelente 8CPT-cAMP inhibe la actividad de PLC y, por lo tanto, aumenta la acumulación de Ptds(3,4,5)P3 y la activación de PTEN. De esta manera, el quimiorrepelente invierte la polaridad del gradiente de PtdIns(3,4,5)P3 e induce quimiorrepulsión. La evidencia reciente también implica un papel para la señalización de PI5K y Rho durante la toma de decisiones direccionales y la migración.

### Inhibidores
Se han investigado inhibidores útiles en células T. Por ejemplo, la quimioatracción de células T hacia SDF-1 es inhibida por los inhibidores de tirosina quinasa, genisteína y herbimicina.